# استالینگراد: سگ‌ها، آیا می‌خواهید برای همیشه زندگی کنید؟
استالینگراد: سگ‌ها، آیا می‌خواهید برای همیشه زندگی کنید؟ (آلمانی: Hunde, wollt ihr ewig leben) فیلمی محصول ۱۹۵۹ آلمان غربی به کارگردانی فرانک ویزبار و بر اساس رمانی از فریتز ووس است. داستان فیلم حول محور نبرد استالینگراد است. این عنوان برگرفته از سخنان فریدریش کبیر هنگامی است که سربازانش را در حال فرار در کولین دید: «شما ابلهان نفرین‌شده، آیا می‌خواهید برای همیشه زنده بمانید؟»

## بازیگران
- یواخیم هانسن
- ولفگانگ پرایس
- کارل لنگ
- هورست فرانک
- پیتر کارستن
- ریشارد مونش
- زونیا تسیمان
- گنار مولر
- الکساندر کرست